# Église Santa Lucia sul Prato
Pour les articles homonymes, voir Église Sainte-Lucie.
L’église Santa Lucia sul Prato est un lieu de culte catholique situé via di Santa Lucia dans le centre historique de Florence.

## Histoire
Datant du XIIIe siècle, elle fut octroyée en 1251 aux frères Umiliati qui cherchaient un emplacement près de l'Arno pour mieux effectuer le traitement de la laine, qu'ils ont trouvé dans le quartier de Prato (it), tout près de la basilique, siège principal de l'ordre à Florence, Ognissanti.
En 1547, il passa, par la volonté de la seigneurie de Florence, aux chanoines réguliers de San Salvatore, appelés scopetini, en récompense de la démolition du monastère de San Pier Gattolino (it) où ils avaient été placés après le siège de Florence qui avait conduit à la démolition de leur premier monastère, à savoir celui de San Donato in Scopeto (it), d'où ils tirent leur nom. Les Scopetini (it) rénovèrent l'église et construisirent, en face, un couvent (aujourd'hui disparu et incorporé dans les bâtiments d'en face, qui montrent encore les vestiges de l'ancien portique) dans lequel ils vécurent jusqu'en 1575, lorsqu'ils déménagèrent dans le nouveau monastère de Chiesa di San Jacopo Soprarno (it). Cependant, les Scopetini gardèrent le patronage de l'église de Santa Lucia jusqu'à la prise de contrôle, en 1703, de la Congrégation de la Mission de Vincent de Paul. En 1720, l'église de Santa Lucia fut confiée au clergé séculier sous le patronage des Torrigiani (it) et entre 1838 et 1885, elle prit son aspect néoclassique actuel.